# Жангада (роман)
«Жангада. 800 льє вниз по Амазонці» (фр. La Jangada — Huit Cents lieues sur l'Amazone) — науково-фантастичний пригодницький роман французького письменника Жуля Верна, написаний в 1881 році.

## Сюжет
Головний герой роману, Жоам Гарраль, віддає свою дочку в шлюб з Мануелем Вальдесом. Уся сім'я Гарралів подорожує до міста Белен, де має відбутися весілля, на спеціальному гігантському дерев'яному плоті-жангаді річкою Амазонка. У Бразилії Жоама Гарраля розшукують вже багато років за злочин, якого він не скоював. По дорозі вони зустрічають особу на ім'я Торрес, яка має абсолютний доказ невинності Гарраля, але в обмін на цю інформацію він вимагає віддати дочку за нього. Після смерті Торреса Жоам Гарраль стає власником зашифрованого документу, в якому є доказ його невинності. У той же час бразильська поліція намається спіймати головного героя, що повинен якнайшвидше розгадати шифр.

## Фільм
У 1993 році за романом був знятий фільм. Українською було озвучено «Толокою» у 2015 році.